# 도쿄만

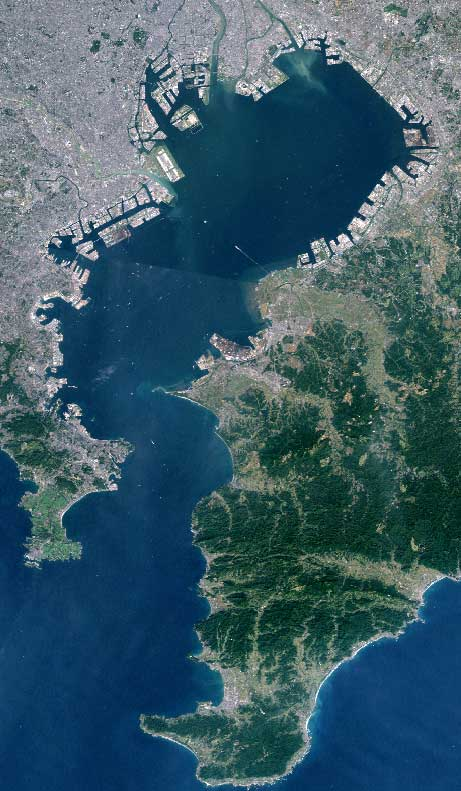
우주에서 바라본 도쿄만

도쿄만(일본어: 東京湾 도쿄완[*])은 일본 간토 지방 남쪽의 보소반도(지바현)와 미우라반도(가나가와현)에 둘러싸인 만이다. 옛 이름은 에도만(江戸湾 에도완[*])이었다.
도쿄 23구, 지바시, 가와사키시, 요코하마시, 요코스카시 등이 도쿄만과 접하고 있다. 만의 서쪽 도쿄도와 요코하마시 사이에는 게이힌 공업지대가 발달해 있다.
다리와 터널로 이뤄진 도쿄만 아쿠아라인이 만을 가로질러 가와사키시와 기사라즈시를 잇고 있다.
하네다 국제공항도 도쿄만에 접해 있다.

## 도쿄만으로 흘러드는 주요 강
- 에도강
- 아라카와강
- 스미다강
- 다마강

## 같이 보기
- 도쿄항
- 미우라반도
- 보소반도